# 尼科拉·斯比瑞格
尼科拉·斯比瑞格（德語：Nicola Spirig Hug，1982年2月7日—），瑞士女子铁人三项运动员，是该项目的2012年奥运会和2015年欧洲运动会冠军，以及2016年奥运会银牌得主。拥有法学学位。

## 家庭
丈夫Reto Hug是前铁人三项运动员，2013年两人的儿子出生。

## 奥运会成绩
| 日期       | 项目     | 城市 | 名次 |
| ---------- | -------- | ---- | ---- |
| 2016-08-20 | 铁人三项 | 里约 | 銀牌 |
| 2012-08-04 | 铁人三项 | 伦敦 | 金牌 |
| 2008-08-18 | 铁人三项 | 北京 | 6    |
| 2004-08-25 | 铁人三项 | 雅典 | 19   |

## 深度了解
- Carlson, Timothy. . slowtwitch.com. 12 September 2012  [12 March 2013]. （原始内容存档于2016-03-10）. Part 2 （页面存档备份，存于） The story of how Spirig trained for, and won, her 2012 London Olympic title.

## 外部連結
- 尼科拉·斯比瑞格在的頁面
- Official website （页面存档备份，存于）
- Profile （页面存档备份，存于） at triathlon.org
- Archived profile at triathlon.org